# Troposfera
La troposfera és la capa inferior de l'atmosfera, que es troba en contacte amb la superfície terrestre. És la capa on es produeixen els fenòmens meteorològics. S'hi concentra el 80% de la massa total de l'atmosfera i el 99% del vapor d'aigua i aerosols. Té un gruix variable (aproximadament 17 km a l'equador i 8 km als pols), com a conseqüència de la força centrífuga causada per la rotació terrestre -que és màxima a l'equador i nul·la als pols- i pel clima. Etimològicament prové del grec tropos, que significa 'girar, girar cap a, canviar', i sphaira 'esfera' (com la Terra), reflectint el fet que la dinàmica turbulenta produïda per la rotació de la Terra té un paper important en l'estructura i el comportament de la troposfera.
A l'interior d'aquesta capa es produeixen importants fluxos convectius verticals i horitzontals -és a dir, vent- provocats per les diferències de pressió i temperatura existents entre diferents regions. La troposfera es troba en contacte amb la hidrosfera i la biosfera, cosa que fa que presenti quantitats importants (variables) de vapor d'aigua i diòxid de carboni, així com quantitats també variables de partícules en suspensió (concentrades als primers 500 m, part coneguda com a "capa bruta").
La troposfera és la capa on es produeixen els fenòmens meteorològics que caracteritzen les zones climàtiques de la Terra: els vents, la formació dels núvols i les precipitacions de pluja, neu, calabruix o calamarsa. A la troposfera la temperatura presenta un descens progressiu a mesura que augmenta l'altitud, d'aproximadament d'1 °C per cada 150 m verticals.
La part més baixa de la troposfera, on la fricció amb la superfície terrestre influeix directament el flux d'aire, és la capa límit planetària. Aquesta comprèn des d'uns pocs centenars de metres a 2 km de d'altitud depenent de l'orografia, humitat, complexitat ecològica i l'hora del dia.
El límit superior de la troposfera s'anomena tropopausa, que fa de frontera entre la troposfera i l'estratosfera. La tropopausa és una capa d'inversió, on la temperatura de l'aire deixa de disminuir amb l'altura i es manté constant.

## Composició
En volum, l'aire (sec) que constitueix la troposfera està compost per un 78,08% de nitrogen, 20,95% d'oxigen, 0,93% d'argó, 0,04% de diòxid de carboni i percentatges menors d'altres gasos. L'aire també conté una quantitat variable de vapor d'aigua provinent de l'evaporació que es produeix a la superfície de la Terra. Sense tenir en compte el contingut en vapor d'aigua, la composició de la troposfera és essencialment uniforme.

Capes de l'atmosfera: troposfera, estratosfera, mesosfera, termosfera i exosfera.

La temperatura de la troposfera disminueix amb l'altitud, i la pressió de vapor de saturació disminueix dràsticament a mesura que baixa la temperatura. Per tant, la quantitat de vapor d'aigua que pot existir a l'atmosfera disminueix de forma dràstica amb l'altitud, motiu pel qual la proporció de vapor d'aigua normalment és la major a prop de la superfície de la Terra.

## Pressió
La pressió de l'atmosfera és màxima al nivell del mar i disminueix amb l'altitud. Això és degut al fet que l'atmosfera es troba gairebé a l'equilibri hidroestàtic de manera que la pressió és igual al pes de l'aire sobre un punt determinat. Així doncs, el canvi de pressió en funció de l'altitud es pot equiparar a la densitat mitjançant l'equació hidroestàtica:
{\displaystyle {dP \over dz}=-\rho g_{n}=-{mPg_{n} \over RT}}
on:
- gn és la gravetat estàndard
- ρ és la densitat
- z l'altitud
- P la pressió
- R la constant dels gasos
- T la temperatura termodinàmica (absoluta)
- m la massa molar

## Temperatura
La temperatura de la troposfera generalment disminueix a mesura que augmenta l'altitud. La velocitat a la qual disminueix la temperatura, {\displaystyle {-dT/dz}}, es denomina gradient tèrmic o gradient vertical de temperatura (environmental lapse rate (ELR) en anglès). El gradient tèrmic vertical és la diferència de temperatura entre la superfície de la terra i la tropopausa dividida per l'altitud. Aquest càlcul assumeix l'aproximació que l'aire es troba perfectament quiet i no hi ha mescla de capes d'aire deguts a la convecció vertical o vents que puguin crear turbulències i, per tant, mesclar les capes d'aire.
El motiu d'aquest gradient de temperatures és la absorció per part del sòl de la major part de l'energia del sol, que després escalfa els nivells inferiors de l'atmosfera amb els quals es troba en contacte. Al mateix temps, la part superior de l'atmosfera es refreda degut a l'emissió de la radiació de calor.
| Interval d'altitud | Capa         | Gradient vertical de temperatura | Gradient vertical de temperatura |
| (m)                |              | (°C/km)                          | (°F/1000 peus)                   |
| ------------------ | ------------ | -------------------------------- | -------------------------------- |
| 0 – 11.000         | Troposfera   | 6,5                              | 3,57                             |
| 11.000 – 20.000    | Tropopausa   | 0,0                              | 0,0                              |
| 20.000 – 32.000    | Estratosfera | -1,0                             | -0,55                            |
| 32.000 – 47.000    | Estratosfera | -2,8                             | -1,54                            |
| 47.000 – 51.000    | Estratopausa | 0,0                              | 0,0                              |
| 51.000 – 71.000    | Mesosfera    | 2,8                              | 1,54                             |
| 71.000 – 85.000    | Mesosfera    | 2,0                              | 1,09                             |
| 85.000 – 90.000    | Mesopausa    | 0,0                              | 0,0                              |

Els valors del gradient vertical de temperatura mostrats a la taula són resultat del càlcul {\displaystyle {-dT/dz}}, de manera que:
- Si tenen signe positiu la temperatura disminueix al augmentar l'altitud en la ratio per distància especificada per interval d'altitud.
- Si tenen signe negatiu la temperatura augmenta al augmentar l'altitud en la ratio per distància especificada per interval d'altitud.
- Si són nuls la temperatura es manté constant al llarg de l'interval d'altitud especificat.